# Karate ai XV Giochi del Mediterraneo
Le gare di karate dei Giochi del Mediterraneo di Almeria 2005 si sono svolte al palazzetto dello sport Rafael Florido il 25 e 26 giugno 2005.

## Medagliere
| Nazione              | O | A | B |
| -------------------- | - | - | - |
| Italia               | 4 | 0 | 2 |
| Spagna               | 2 | 6 | 3 |
| Egitto               | 2 | 0 | 1 |
| Serbia e Montenegro  | 1 | 2 | 0 |
| Turchia              | 1 | 1 | 5 |
| Francia              | 1 | 1 | 4 |
| Bosnia ed Erzegovina | 1 | 1 | 1 |
| Tunisia              | 1 | 0 | 4 |
| Algeria              | 0 | 1 | 2 |
| Croazia              | 0 | 1 | 0 |
| Grecia               | 0 | 0 | 3 |
| Slovenia             | 0 | 0 | 1 |

## Kumite maschile
| Posizione | Atleta              |
| --------- | ------------------- |
|           | Montassar Tabben    |
|           | Davíd Luque Camacho |
|           | Şevket Baştürk      |
|           | Davy Dona           |
| 5         | M. Hassan           |
| 5         | T. Boukhari         |

| Posizione | Atleta                  |
| --------- | ----------------------- |
|           | Ciro Massa              |
|           | Antonio Sánchez Estepa  |
|           | Hassib Kanoun           |
|           | Mehdi Alloune           |
| 5         | Dimitrios Triantafyllis |
| 5         | W. El Sayed             |

| Posizione | Atleta                |
| --------- | --------------------- |
|           | Mohamed El Shemy      |
|           | Oscar Vazquez Martins |
|           | Koceila Hamadini      |
|           | Giuseppe Di Domenico  |
| 5         | Haldun Alagas         |
| 7         | Goran Lučin           |

| Posizione | Atleta                    |
| --------- | ------------------------- |
|           | Olivier Beaudry           |
|           | Adnan Hadzic              |
|           | Konstantinos Papadopoulos |
|           | Yacine Gouri              |
| 5         | O. Arfaoui                |
| 5         | Miloš Jovanović           |
| 7         | Ammar Al-Sbsbi            |
| 7         | Salvatore Portoghese      |

| Posizione | Atleta            |
| --------- | ----------------- |
|           | Ivan Leal Reglero |
|           | Miloš Živković    |
|           | Mohamed Hammouda  |
|           | Zeynel Çelik      |
| 5         | Biagio Laforgia   |
| 5         | Ludovic Cacheux   |
| 7         | D. Rachoutis      |

| Posizione | Atleta                   |
| --------- | ------------------------ |
|           | Stefano Maniscalco       |
|           | Almir Cecunjanin         |
|           | F. Martinez Guzman       |
|           | Spyridon Margaritopoulos |
| 5         | Alen Zamlic              |
| 5         | Okay Arpa                |

| Posizione | Atleta                 |
| --------- | ---------------------- |
|           | Stefano Maniscalco     |
|           | Yann Baillon           |
|           | Yusuf Başer            |
|           | Mohamed Abd El Hamid   |
| 5         | Mohamed Monem Hammouda |
| 5         | Alen Zamlic            |
| 7         | Tomas Herrero Barcelo  |

## Kumite femminile
| Posizione | Atleta                |
| --------- | --------------------- |
|           | Heba Aly              |
|           | Natalia Garcia Suarez |
|           | Vanessa Ruiz          |
|           | Vildan Doğan          |
| 5         | Sara Cardin           |
| 5         | Eudoxia Kosmidou      |
| 7         | Una Selman            |
| 7         | Nancy Mansour         |

| Posizione | Atleta                |
| --------- | --------------------- |
|           | Selene Guglielmi      |
|           | Ilhem Eldjon          |
|           | Teja Savor            |
|           | Estefania Garcia Romo |
| 5         | S. Nekkache           |
| 5         | Jelena Kovačević      |
| 7         | S. Amer               |

| Posizione | Atleta                  |
| --------- | ----------------------- |
|           | Snežana Perić           |
|           | Petra Narandja          |
|           | Rafika Dakhlaoui        |
|           | Noelia Fernandez Alonso |
| 5         | Eleonora Platania       |
| 5         | N. Ibrahim              |
| 7         | A. Tzavella             |
| 7         | S. Ladham               |

| Posizione | Atleta                    |
| --------- | ------------------------- |
|           | Arnela Odžaković          |
|           | Gloria Casanova Rodriguez |
|           | Gülcihan Ustaoğlu         |
|           | Alexia Karypidou          |
| 5         | Roberta Minet             |
| 5         | Nelly Moussaid            |
| 7         | L. Sekkou                 |

| Posizione | Atleta             |
| --------- | ------------------ |
|           | Cristina Feo Gomez |
|           | Yıldız Aras        |
|           | Greta Vitelli      |
|           | Emmeline Mottet    |
| 5         | B. Kavurin         |
| 5         | Merima Softić      |
| 7         | Maja Janković      |
| 7         | S. Derfoufi        |

| Posizione | Atleta                    |
| --------- | ------------------------- |
|           | Yıldız Aras               |
|           | Gloria Casanova Rodriguez |
|           | Merima Softić             |
|           | Rafika Dakhlaoui          |
| 5         | S. Fadal                  |
| 5         | Snežana Perić             |
| 7         | Heba Aly                  |